# Nederlands recht
Het Nederlands recht is het geheel van (gerechtelijk) afdwingbare en algemeen geldende maatschappelijke normen (rechtsregels) in Nederland.

## Inhoudelijke onderverdeling
Het wordt gewoonlijk verdeeld in het publiekrecht, dat de verhouding tussen overheid en burger (inclusief rechtspersonen) regelt, en het privaatrecht, dat de verhoudingen tussen burgers onderling regelt. Deze twee zijn verder onder te verdelen.
Het publiekrecht bestaat dan uit
- het staatsrecht, dat de inrichting van de overheid regelt;
- het strafrecht, dat zich bezighoudt met de strafbaarstelling van bepaalde gedragingen en de straffen die daarbij horen, en met de wijze waarop deze worden uitgevoerd;
- het bestuursrecht, dat bepaalt hoe de overheid mag ingrijpen jegens de burger en welke beroepsmiddelen de burger daartegen ter beschikking staan.

Het privaatrecht of burgerlijk recht bestaat uit
- het personen- en familierecht;
- het vermogensrecht.

Ieder van deze onderdelen heeft aspecten van materieel recht (de 'inhoud' van het recht) en procesrecht (hoe kan dit worden afgedwongen?).

## Rechtsbronnen
Het Nederlands recht kent vier zogeheten rechtsbronnen:
- de wet,
- de gewoonte,
- het verdrag.
- de jurisprudentie (rechtspraak)

Het Nederlands recht is verregaand gecodificeerd in geschreven wetten, en gewoonterecht komt niet of nauwelijks voor. Wel is een belangrijke rol weggelegd voor de jurisprudentie (rechtspraak) bij de uitleg en interpretatie van geschreven wetten. De formele wetgeving (zie Nederlandse wetgeving) is daarmee slechts een deel van het Nederlands recht als geheel.

## De rechter
Het afdwingen van een bepaling uit een van deze rechtsbronnen kan meestal niet door de burger zelf gedaan worden (dat zou als eigenrichting in strijd zijn met het geweldsmonopolie van de overheid) maar vereist meestal de tussenkomst van een rechter, die daarover een bindende uitspraak doet (waartegen meestal wel hoger beroep openstaat bij een hogere rechter). Er zijn in Nederland drie soorten rechters voor de verschillende soorten recht: de burgerrechter houdt zich met vrijwel alle privaatrechtelijke zaken bezig, de strafrechter behandelt overtredingen en misdrijven volgens het strafrecht en de bestuursrechter gaat over bestuursrechtelijke zaken, vooral zaken die de rechtmatigheid van overheidsbesluiten betreffen.
In een aantal gevallen kan men bepalingen (laten) afdwingen zonder rechterlijke uitspraak. Het gaat dan bijvoorbeeld om bestuursrechtelijke aangelegenheden (zoals sluiting van een café door de burgemeester bij overtreding van bepaalde bepalingen) of om civielrechtelijke overeenkomsten die bij notariële akte zijn opgesteld met een executoriale titel (die dan door een gerechtsdeurwaarder kunnen worden uitgevoerd).

## Rechtshulp
Rechtshulp (juridische bijstand) wordt onder meer verleend door:
- advocaat
- juridisch adviseur
- rechtswinkel
- Juridisch Loket
- rechtsbijstandverzekering

Men kan zelf optreden, of (vaak) zich door een willekeurig ander laten vertegenwoordigen, in de volgende gevallen:
- processen bij de kantonrechter
- als gedaagde in een kort geding voor de rechtbank
- in strafzaken
- in procedures bij de bestuursrechter

Procederen met behulp van een advocaat is verplicht in de overige gevallen.

## Geschiedenis
Het huidige Nederlands recht is voor een groot deel gebaseerd op de door Napoleon Bonaparte rond 1800 ingevoerde wetboeken voor burgerlijk recht en strafrecht (Code Civil en Code Pénal), en daarnaast op het oudvaderlands recht (het ius commune en gewoonterecht zoals dat voor ca. 1800 in de verschillende delen van Nederland gold).